# 瑞典人
瑞典人（瑞典語：svenskar）是瑞典人的北日耳曼族，居住在北歐斯堪的那維亞半島上，以瑞典語為母語。瑞典人是日耳曼人的一支。除了瑞典本國外，也有瑞典人分布在芬蘭及愛沙尼亞。此外瑞典人的移民後裔則主要集中在美國。大部分瑞典人多信奉基督新教路德宗。 他們大多居住在瑞典和其他北歐國家（特別是芬蘭）。而在其他國家，尤其是美國，有大量僑民。瑞典人是芬蘭和愛沙尼亞官方認可的少數民族。

## 民族分布
瑞典人居住的最大地區位於瑞典，同時也是他們的祖先最早居住的地方。這些人大多生活在東北部波羅的海和東部沿海地區，並且有著悠久且持續定居的歷史。在愛沙尼亞這個小島上，則是分佈著瑞典的少數民族，他們在沿海和島上持續的居住了大約650年。而在美洲(特別是明尼蘇達州和威斯康辛州)以及烏克蘭可以找到在18世紀至20世紀間瑞典人移民的後裔，他們至今仍然擁有瑞典人各方面的特質。

## 人口組成
瑞典的人口組成其主體是瑞典人，約佔了總體的90%。薩米人則是瑞典的唯一少數民族，其人口數不到一萬人。其餘則是一些是芬蘭族人、少量挪威人、丹麥人、德意志人、猶太人。這些群族的先民可以追溯到古日耳曼的北支部落。

## 語言
標準瑞典文被大多數瑞典人所使用，這可追溯到19世紀，瑞典中央方言隨著時間演變而來的語言，更是在20世紀初建立了穩固的基礎。幾乎所有瑞典人的母語皆為瑞典文，其屬於北日爾曼語言。使用人口大約是1000萬人，這些人主要分佈於瑞典和芬蘭，特別是沿海岸和奧蘭群島。廣義來說，它與挪威語是相互理解的，而狹義來說，瑞典文與丹麥文是相互理解的。與其他北日爾曼語言一樣，瑞典文亦是北歐時代斯堪地那維亞半島上的日爾曼人之共同語言--古诺斯语的後裔。而以語言的使用人數來說，它是北日爾曼語言中最龐大的一個。再來是瑞典的方言，鄉下農村的方言中雖然礙於獨特的地域性，但語言文字是統一並且有規範的。有些方言在語法和詞彙方面與標準瑞典語有很大的不同，且並不一定與標準瑞典文相互理解。這些方言僅限於農村地區，主要是由少數社會流動性低的人所使用。雖然沒有面臨迫在眉睫的滅絕，但這種方言在過去一個世紀中不斷的在減少當中。

## 歷史沿革

### 起源

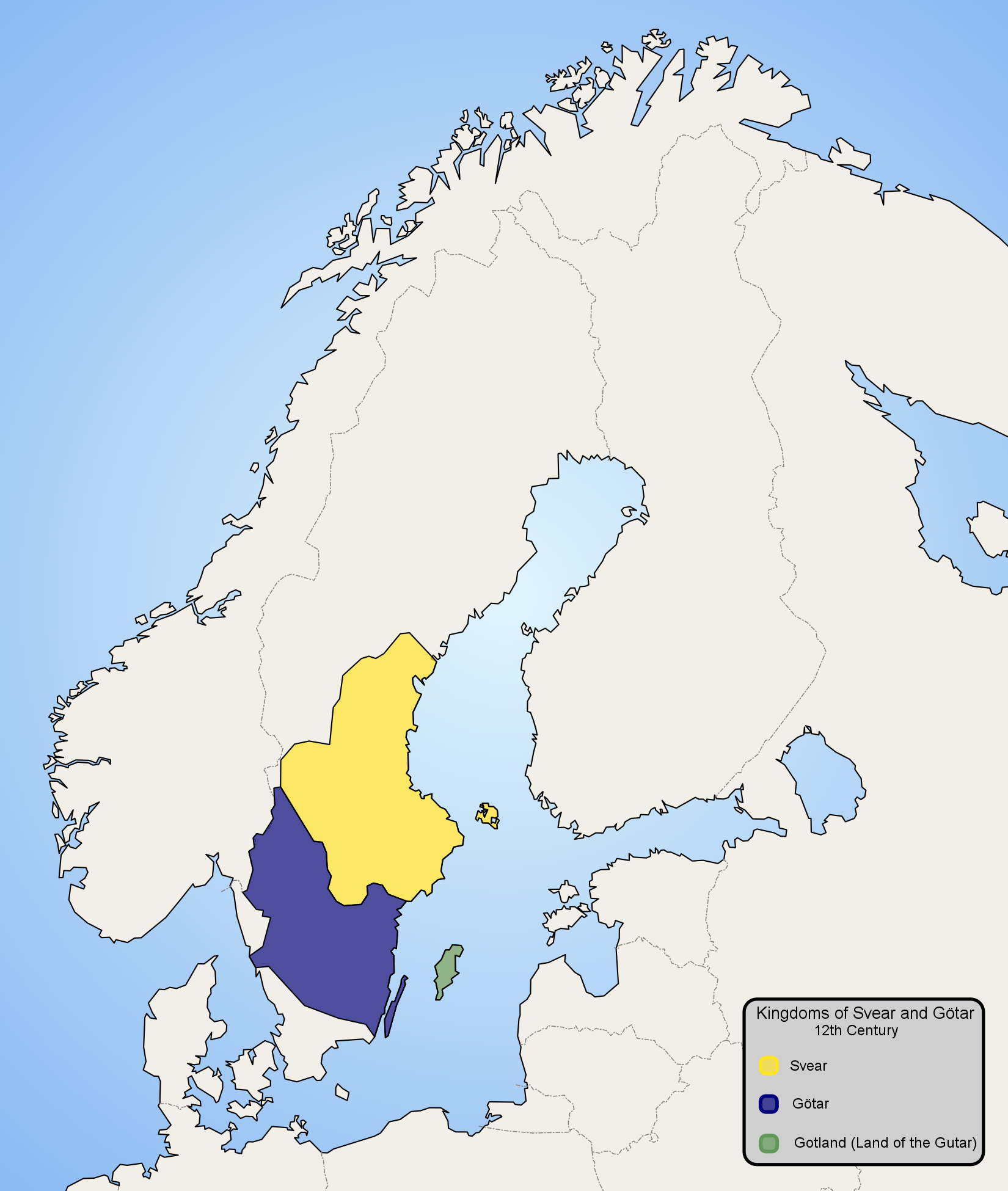
9世紀的瑞典人。黃色的是Svealand, 藍色的是Götaland，綠色的是哥得蘭島。
瑞典人
阿特人
Gutes

在西元98年，瑞典與塔西脫的日耳曼尼亞進入史前時代。雖然現在還無法得知哪一個國王曾統治過Suiones，但在北歐的神話中有關於他們的傳說以及半傳奇的國王可以追溯到西元前幾世紀。至於瑞典的文字，大約在西元2世紀時，南斯堪地那維亞人使用符文文字，但在羅馬時期倖存下來的只有文物上簡短的銘文，主要是男性的名字，這顯示了當時的南斯堪地那維亞人講的是原始诺斯语，它是瑞典語和其他北日耳曼語的祖先語。
在6世紀時，Jordanes命名了兩個部落，它便分別稱之為Suehans和Suetidi，這兩個名字都被認為是指同一個部落。Jordanes曾說Suehans部落的馬和Thyringi部落的馬一樣非常漂亮。冰島人Snorri Sturluson（1179－1241）寫到6世紀的瑞典國王阿迪爾斯（Eadgils）有那時代最優良的馬。
哥德人起源於半傳奇的Scandza（這個地方被認為是瑞典現代Götaland的某個地方）。在西元2世紀前橫跨了波羅的海，他們到達在現代烏克蘭黑海沿岸的斯基泰（Scythia），並留下哥德人對Chernyakhov文化的考古遺跡。在5和6世紀時，他們被分成西哥德人及東哥德人，並分別在伊比利半島和義大利建立了繼強大的羅馬帝國分裂之後的繼承國。 克里米亞哥德人似乎在克里米亞完好地生活直到18世紀後期。

### 維京人與中世紀
瑞典維京時代大約持續到8世紀至11世紀。在此期間，瑞典人從瑞典東部擴大，並且將哥特人合併到南部。 瑞典的維京人和哥特人主要旅行於東部和南部，去芬蘭、波羅的海國家、俄國、白俄羅斯、烏克蘭、黑海，並且進一步直到巴格達。他們的路線穿過南部的第聶伯河，到達君士坦丁堡，並在上面進行了多次突襲。拜占庭皇帝狄奥斐卢斯注意到他們在戰爭中的偉大技能，並邀請他們擔任他的私人保鏢，被稱為瓦良格卫队。被稱為 "罗斯" 的瑞典北歐海盜留里克也被認為是基辅罗斯的開國者。阿拉伯旅行者伊本·法德蘭將這些北歐海盜描述如下：
當他們在商行中，在亦的勒河的地方安營紮寨時，我看見了罗斯人。我從來沒有見過更完美的身体，高大的手掌，金髮碧眼和紅潤;他們既不穿外套，也不穿咖啡色，但男人們穿的衣服覆蓋了身體的一側，留下一隻手。每個人都有一把斧頭、一把劍和一把刀，每個人都隨時都在身邊。劍是寬的，和法蘭克人的排序。
這些瑞典維京人的冒險經歷在瑞典的許多盧恩石刻上都被紀念，例如希臘盧恩石刻和瓦良格盧恩石刻。還有相當多的人參加了西方探險，這些遠征是在英格蘭盧恩石刻等石頭上紀念的。瑞典北歐海盜的最後一次主要考察似乎是在裏海東南地區的斯爾克蘭旅行的英瓦爾的不幸遠征。其成員在Ingvar盧恩石刻上被紀念，沒有任何一個提到任何倖存者。船員們的遭遇尚不清楚，但相信他們死於疾病。

#### 瑞典王國
目前還不知道在何時“瑞典王國”誕生了，但瑞典君主的列表是從統治都斯韋阿蘭（瑞典）和約塔蘭（哥德堡）為一體的全省勝利者埃里克第一天王繪製。瑞典哥德堡是兩個獨立的國家長期在此之前到古代。目前還不知道他們到底存在了多久，但描述武夫半傳奇瑞典Geatish戰爭於6世紀。

#### 文化變遷
在斯堪地納維亞的維京時代，斯塔德斯堪尼亞和Paviken在哥特蘭，在當今瑞典的早期階段，是一片繁榮景象的貿易中心。仍然是什麼被認為是一個很大的市場在斯塔德約會已發現從公元600年－700年。在Paviken，在第9和10世紀貿易在波羅的海地區的重要中心，遺體已被發現的大型維京時代的港口，船廠和手工業。800年至1000年，貿易帶來了銀的豐哥特蘭，並根據一些學者，這個時代的Gotlanders囤積更多的銀子比斯堪的納維亞聯合的其他人口。
聖安斯加爾通常記為829年引入了基督教，但新的宗教沒有開始全面取代異教，直到12世紀。在11世紀，基督教成為最普遍的宗教，並從1050年瑞典算作一個基督教國家。1100年和1400年之間的時間段的特徵是北歐王國中內部權力鬥爭和競爭。瑞典國王也開始擴大瑞典人控制的芬蘭領土，與羅斯人發生新的衝突。

#### 瑞典封建制度
除了斯科訥省，瑞典的最南端，其在此期間，瑞典從未實行封建主義，因為它在歐洲其他國家所做的是丹麥的控制之下。 因此，農民仍然主要是一類自由農民在大部分瑞典的歷史。奴役並不常見於瑞典，並有趨於基督教，從東土波羅的海獲得奴隸傳播被趕出存奴隸制，通過16世紀前的城市發展。事實上，無論是奴隸制和農奴制是完全由國王馬格努斯埃里克森在1335上，昔日奴隸的法令廢除往往影響到農民，有的成為城鎮勞動者。瑞典仍然是一個貧窮和經濟落後的國家，其中以貨易貨是交換的手段之一。例如，的Dalsland省的農民將他們運送黃油去瑞典的礦區和交換它有鐵，他們會再取下來的海岸和貿易的魚，他們需要食物中的鐵，而鐵會被運往國外。

### 瑞典帝國
在17世紀，瑞典成為歐洲大國。在瑞典帝國出現之前，瑞典是一個非常貧窮和人口稀少的國家，處於歐洲文明的邊緣，沒有重要的權力或聲譽。瑞典國王古斯塔夫二世·阿道夫（Gustavus Adolphus）任職期間瑞典在大陸範圍內崛起，在包括三十年戰爭在內的多重衝突中佔領了俄羅斯和波蘭立陶宛的領土。
在三十年戰爭期間，瑞典征服了大約一半的神聖羅馬國家。古斯塔夫·阿道弗斯計劃成為新的神聖羅馬皇帝，統治著一個統一的斯堪的納維亞和神聖羅馬國家，但他於1632年在呂岑會戰中去世。在瑞典唯一重大軍事戰爭之後的納德林根會戰之後，德國各州的瑞典情緒逐漸消退。這些德國省份一個接一個地將自己排除在瑞典的權力之外，瑞典只有少數德國北部地區：瑞屬波美拉尼亞、不萊梅-韋爾登和維斯馬。瑞典軍隊可能已經摧毀了德國境內多達2,000座城堡，18,000個村莊和1,500個城鎮，佔所有德國城鎮的三分之一。
在17世紀中葉，瑞典是歐洲第三大陸地國家，僅次於俄羅斯和西班牙。在1658年羅斯基勒條約簽訂後，瑞典達到了查理十世統治下的最大領土範圍。瑞典在此期間取得成功的基礎歸功於古斯塔夫一世16世紀瑞典經濟的重大變化以及他對新教的引入。在17世紀，瑞典參與了許多戰爭，例如與波蘭立陶宛聯邦，雙方爭奪今天波羅的海國家的領土，災難性的基爾霍爾姆戰役是其中一個亮點。芬蘭人口的三分之一死於1696年襲擊該國的毀滅性飢荒。 飢荒也襲擊了瑞典，造成大約10％的瑞典人口死亡。瑞典人對波蘭立陶宛聯邦進行了一系列入侵，稱為大洪水時代。經過半個多世紀的不斷戰爭，瑞典經濟已經惡化。成為查爾斯的兒子卡爾十一世的終身任務，重建經濟，改革軍隊。他留給他兒子的遺產，即瑞典卡爾十二世的統治者，是世界上最好的武器之一，一支龐大的常備軍隊和一支偉大的艦隊。瑞典目前面臨的最大威脅是俄羅斯擁有更大的軍隊，但在裝備和訓練方面都遠遠落後。
在1700年納爾瓦戰役之後，這是大北方戰爭的第一場戰役之一，俄羅斯軍隊遭到如此嚴重的摧毀，以至於瑞典有機會入侵俄羅斯。然而，查爾斯並沒有追求俄羅斯軍隊，而是在1702年在克里索夫戰役中反對波蘭 - 立陶宛並擊敗波蘭國王奧古斯特二世及其撒克遜盟友。這使俄羅斯有時間重建並使其軍隊現代化。
在入侵波蘭的成功之後，查爾斯決定對俄羅斯進行入侵，最終在1709年在波爾塔瓦會戰中取得了決定性的俄羅斯勝利。經過長時間的遊行暴露於哥薩克襲擊之後，俄羅斯沙皇彼得大帝的焦土政策和在1709年極度寒冷的冬天，瑞典人的士氣低落，士氣低落，在波爾塔瓦對抗俄羅斯軍隊。失敗意味著瑞典帝國結束的開始。
查理十二試圖入侵挪威1716年;然而，他於1718年在Fredriksten堡壘被槍殺。瑞典人在Fredriksten沒有在軍事上被擊敗，但挪威戰役的整個結構和組織隨著國王的死亡而分崩離析，軍隊退出了。
瑞典在1721年被迫在尼斯塔德條約中佔領大片土地，也失去了作為帝國和波羅的海主導國家的地位。隨著瑞典失去影響力，俄羅斯成為一個帝國，成為歐洲的主要國家之一。隨著戰爭最終在1721年結束，瑞典估計已經損失了20萬人，其中150,000人來自現今瑞典，5萬人來自瑞典芬蘭部分。
在18世紀，瑞典沒有足夠的資源來維持其在斯堪的納維亞半島以外的地區，其中大部分已經丟失，最終導致1809年瑞典東部失去俄羅斯，後者成為俄羅斯帝國的高度自治的芬蘭大公國。
為了重建瑞典在波羅的海的統治地位，瑞典在拿破崙戰爭中與其傳統的盟友和恩人法國結盟。 瑞典在萊比錫戰役中的作用賦予它權力，迫使法國的盟友丹麥 - 挪威於1814年1月14日將挪威割讓給瑞典國王，以換取德國北部各省的基爾條約。 挪威企圖保持其主權國家的地位被瑞典國王卡爾十三世拒絕。 他於1814年7月27日發起了一場針對挪威的軍事行動，結束了“莫斯公約”，該公約迫使挪威與瑞典建立了共主邦聯，瑞典皇冠一直持續到1905年。1814年的戰役是瑞典參加的最後一次戰爭。 

### 現代史
在18世紀和19世紀，人口顯著增加，作家EsaiasTegnér在1833年歸因於“和平、疫苗接種和馬鈴薯”。在1750年至1850年間，瑞典人口翻了一番。瑞典受到歐洲最後一次自然災害的影響，1867年至1969年的飢荒在瑞典造成數千人死亡。據一些學者說，大規模移民美國成為防止飢荒和反叛的唯一途徑;在19世紀80年代，超過1％的人口每年移民。然而，即使丹麥和西歐國家開始工業化，瑞典依然貧窮，幾乎完全保留了農業經濟。
在此期間，許多人向美國尋求更好的生活。據信，在1850年至1910年間，有超過一百萬瑞典人移居美國。在20世紀初期，瑞典人居住在芝加哥，而不是哥特堡（瑞典第二大城市）。大多數瑞典移民移居美國中西部，明尼蘇達州人口眾多，其他一些人遷往美國和加拿大的其他地區。
儘管工業化進入19世紀的速度很慢，但由於創新和人口的大量增長，農業經濟發生了許多重大變化。這些創新包括政府資助的圍欄計劃，對農業土地的積極開發以及馬鈴薯等新作物的引進。由於瑞典農民從未像歐洲其他地方那樣被包圍，瑞典農業文化開始在瑞典政治進程中發揮關鍵作用，這一過程一直延續到現代的農業黨（現稱中心黨） 。 1870年至1914年間，瑞典開始發展現存的工業化經濟。
19世紀下半葉，瑞典出現了強大的基層運動（關稅同盟，節制團體和獨立的宗教團體），為民主原則奠定了堅實的基礎。 1889年瑞典社會民主黨成立。這些運動促成了瑞典向第一次世界大戰時期實現的現代議會民主制的遷移。隨著第一次工業革命在20世紀的發展，人們逐漸開始進入城市從事工廠工作並參與社會主義工會。在重新引入議會制之後，1917年避免了共產主義革命，該國在自由民主黨聯合內閣成員NilsEdén和卡爾·亞爾馬·布蘭廷領導下實現了全面的民主改革，對議會兩院提出了普遍和平等的選舉權。 1918年的男性和1919年的女性。改革被國王古斯塔夫五世廣泛接受，由於國防政策的差異，他曾在危機萬怡中驅逐了卡爾斯塔夫當選的自由黨政府。由於第一次世界大戰的爆發，瑞典君主制有可能倖存下來，這使得公眾情緒發生了重大轉變，使國王更加支持軍事觀點。

### 世界大戰

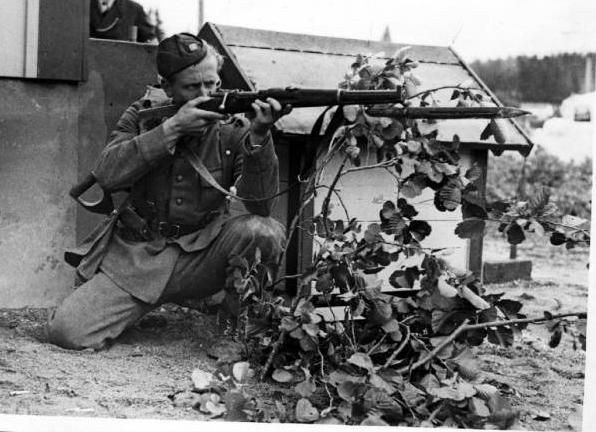
二次世界大戰的瑞典軍人

瑞典在第一次世界大戰和第二次世界大戰期間都保持官方中立，雖然它在二戰期間的中立一直存在著爭議。 瑞典在德國的影響下，在戰爭的大部分時間，與世界其他地方的關係因封鎖而被斷絕。 但瑞典政府認為他沒有資格公然和德國爭論，因而讓步。瑞典也在整個戰爭期間提供了鋼和加工的零件給德國。然而，瑞典支援挪威的抵抗行動，並在1943年拯救從納粹集中營被驅逐的丹麥猶太人。瑞典也在冬季戰爭和繼續戰爭利用他們的志願者和物資支援芬蘭。
在戰爭即將結束時，瑞典在人道主義上扮演重要的角色，許多難民因而獲救，這其中包括許多來自被納粹佔領的歐洲的猶太人，他們被拯救的部分原因是瑞典參與了拘留營的救援任務，另一方面則是因為瑞典主要是來自波羅的海和北歐國家難民的避風港。然而，國內外的批評者認為瑞典本來可以做更多事情來抵抗納粹的戰爭，即使冒著被佔領的風險和可能會阻礙人道主義的進行。

### 戰後時代
瑞典是正式的中立國家，在冷戰期間，北約保持或華沙條約組織成員以外的，但私下，瑞典的領導者曾與美國和其他西方國家政府的緊密聯繫。
戰後，瑞典利用了一個完整的產業基礎，社會穩定和自然資源，擴大其行業供應歐洲的重建。瑞典是馬歇爾計劃的一部分，並參加了經濟合作組織和發展組織（OECD）。在大多數戰後時代，國家是由瑞典社會民主黨很大程度上與工會和行業合作管理。政府積極推行主要是大型企業的國際競爭力的製造業部門。
瑞典於1995年加入歐盟，並於2007年簽署了里斯本條約。就像世界各地的國家，瑞典進入了一個時期的經濟衰退和動盪時期，繼1973～1974年和1978～1979年的石油禁運。在20世紀80年代瑞典工業的支柱進行大規模重組。造船被中斷了，木漿被整合到現代化造紙生產，濃縮鋼鐵工業和專業，和機械工程被機器人化。
從1970年到1990年整體稅負上升了10％以上，並與其他國家相比，西歐的增長緩慢。邊際所得稅為職工達到80％以上。最終，政府花了超過該國國內生產總值的一半。瑞典的人均GDP在此期間，排名下降。

### 近期歷史
由於對貸款的控制不足以及國際經濟衰退以及從反失業政策到反通脹政策的政策轉變導致的房地產泡沫破裂導致了20世紀90年代初的財政危機。瑞典的國內生產總值下降了約5％。在1992年，人民幣匯率一路飆升，央行將利息短暫增加至500％。
政府的反應是削減支出並進行多項改革，以提高瑞典的競爭力，其中包括減少福利國家和公共服務和商品私有化。大部分政治機構都提升了歐盟成員資格，瑞典公投於1994年11月13日通過了52％的贊成加入歐盟。瑞典於1995年1月1日加入歐洲聯盟。
除了在國防技術和國防工業領域與其他歐洲國家進行廣泛合作外，瑞典還在軍事上保持不結盟，儘管它參加了與北大西洋公約組織和其他一些國家的一些聯合軍事演習。其中，瑞典公司出口美國軍方在伊拉克使用的武器。瑞典在參與國際軍事行動方面也有悠久的歷史，包括最近在瑞典軍隊受北約指揮的阿富汗，以及歐盟在科索沃、波士尼亞與赫塞哥維納以及賽普勒斯的維和行動。瑞典於2009年7月1日至12月31日擔任歐洲聯盟主席。

## 社會與家庭婚姻
在瑞典的社會裡，人民對於婚姻關係是相當開放的。他們認為兩人之間穩定的關係是最為重要，而婚姻僅是一種形式，不一定要擁有。除了婚姻關係之外，兩人之間也可以是「sambo」的關係，也就是同居關係，同時是有法律效力的一種結合模式。許多瑞典人可能在已經擁有兩、三個孩子後，依舊維持著同居關係，這在他們的社會是很常見的。瑞典人文化上崇尚個體上的自由，多理性且獨立。他們在親密關係中，更注重本身的感受。而這與瑞典完善的福利制度有很大的關聯，每個人在一生中能享有許多福利照護，因此人人都能擁有自立或是獨居生活的能力。以斯德哥爾摩為例子，在這個城市裡有超過半數的人口都是以「獨居」的型態居住，並包含著許多老人，這些老人中有單身者、喪偶者......等等。

## 產業與生活
瑞典是瑞典人分布的主要地區，除了都會區人口密集外，它是屬於人口密度極低的國家。早期瑞典是以傳統產業發展為主，國家的占地主要是由森林覆蓋，所以產業多以木材、鐵和銅等出口為主要產業的發展中心。而隨著經濟發展，瑞典的產業也快速成長，並且成為現今工業化程度相當成熟的國家。例如:知名企業Ericsson、Volvo、Electrolux等都出自於瑞典。
根據2013年全球創新指數(Global Innovation Index 2013, GII 2013)的報告，瑞典已經蟬聯世界創新指數第二名的國家三年，僅次於創新著名的瑞士，並且領先英國和美國。根據歐洲國家的創新公司數量、出口貿易量、專利發表數以及產業知識競爭力等的統計，歐盟執委會(European Commission)
統整歸納出瑞典具備完整的創新政策和製造許多工作機會，並且幫助歐洲成為更有競爭力的地區，故在2013年指出瑞典是歐洲的創新指標國(innovation indicator)。

## 信仰與節日
1/1新年
1/6主顯節
4/14聖週五
4/16復活節
4/17復活節星期一
4/30~5/2沃普爾吉斯之夜
5/1勞動節
5/25基督升天節
6/4五旬節
6/6瑞典國慶日
6/24仲夏節
11/4萬聖節
12/13聖露西亞女神節
12/24聖誕夜
12/25聖誕節
12/26節禮日
12/31除夕

## 藝術與文學
從二十世紀以來，瑞典的電影開始不斷地有出色的作品出現。莫里茲·斯蒂勒與維克多·斯約史特洛姆是瑞典古典電影學派的主要代表人物。20年代至今，導演英格瑪·伯格曼和波·維德伯格都奪得過奧斯卡金像獎，演員葛麗泰·嘉寶、英格麗·褒曼、安-瑪格麗特、莉娜·歐琳、馬克斯·馮·西多和杜夫·朗格更是受全球觀眾喜愛。
此外，自中世紀以來，瑞典藝術經常受到歐洲發展的深刻影響。十八世紀瑞典突出的藝術家有畫家比羅(Carl Gustav Pilo) 、羅沙連(Alexander Roslin) ；雕刻家舒吉爾(Johan Tobias von Sergel)。十九世紀重要的藝術家還有希爾(Carl Fredreik Hill) 、約瑟夫臣(Ernest Josephson)。二十世紀蜚聲國際的藝術家有李安雅德．桑(Anders Leonhard Zorn)。 此外，瑞典亦有非常多優秀的作家，如奧古斯特·斯特林堡、伊曼紐·斯威登堡、塞爾瑪·拉格洛夫、哈里·馬丁遜和阿斯特麗德·林格倫、賀寧·曼凱爾等。

## 現況
目前，瑞典人主要移民到北歐的鄰國(挪威、丹麥、瑞典)、英語系的國家(美國、英國、澳大利亞、加拿大、紐西蘭)、西班牙和德國。
從歷史上來看，瑞典王國比現在還大得多，特別是在1611年－1718年的 "大國時代"（瑞典帝國）期間。芬蘭在1809年之前是屬於瑞典的國土，而由於當時並沒有區分芬蘭或是瑞典國籍，所以在1809年以前的資料稱芬蘭人為瑞典人的情況並不少見。新瑞典的情況亦是如此，在那裡的一部份瑞典定居者是來自於芬蘭。
根據Swedes Worldwide（非營利組織）的問卷調查，瑞典駐世界各地的大使館報告居在在瑞典境外的瑞典公民總數為54,000人。

## 移民至瑞典的影響
戰後移民到瑞典的人數增加, 引發了瑞典關於 "瑞典人" 性質以及如何將移民融入瑞典社會的爭論。 在瑞典政府的一份報告中，有人聲稱，瑞典文通常由研究人員以五種不同的方式分類：出生國 (即瑞典)、公民身份、血緣關係 (即被感知的親屬關係)、文化或語言;和外觀。它還聲稱，這些想法的混合體是瑞典文一詞更平凡的用法、媒體和普通言論，應根據瑞典的國家故事是如何長期形成的來理解。
瑞典主要統計局：瑞典統計局 (SCB) 沒有保存任何原本的種族背景，但瑞典約20% 的人口具有外國背景。有些移民在瑞典感覺他們體驗 "之間" 升起, 當其他歸因於他們不擁有的身分時。
越來越多的移民恰逢反移民政黨，瑞典民主黨的崛起。該政黨對人口威脅，特別是對於瑞典伊斯蘭教的崛起表示擔憂。自20世紀90年代以來，民調顯示，瑞典民眾對庇護難民的態度逐漸變得更加積極。 但在2019年進行的一項民調中，大多數瑞典人對尋求庇護的難民持否定態度。 最近，瑞典民主黨成為瑞典最受歡迎的政黨之一，這引發了關於瑞典可能增加的仇外心理和種族主義的廣泛爭論。